# Crvene brigade
Crvene brigade (talijanski Brigate Rosse) komunistička su oružana skupina koja je osnovna 1970. u Italiji. Cilj im je bio stvoriti komunističko društvo putem oružane borbe, i odvojiti Italiju od NATO-a. Intenzivno su djelovali u Italiji 1970-ih i 1980-ih godina, a smanjenom intenzivnošću do danas. U početku su djelovali kao oružano krilo šireg lijevog pokreta, a od sredine 1970-ih kao teroristička organizacija.
Počinili su ubojstva i otmice pripadnika talijanskih vlasti i dobrostojećih industrijalaca, od kojih je najpoznatije ubojstvo talijanskog premijera Alda Mora 1978.

## Počeci
Crvene brigade su u početku bila mala marksističko-lenjinistička skupina koju je predvodio radikalni student Renato Curcio u Trentu. Curcio seli 1969. sa svojom suprugom Margheritom "Marom" Cagol u Milano, gdje upoznaju Alberta Franceschinia. U kolovozu 1970. njih troje
osnivaju službeno Crvene brigade s namjerom obaranja kapitalističkog poretka uz pomoć proleterske revolucije. Curcio, koji je bio opsjednut demagogijom, zalagao se da Crvene brigade do temelja potresu talijansku buržuasku vladu. Ova politička retorika ubrzo je primijenjena i u praksi kroz konkretna (ne)djela: pljačke, otmice, palež i ubojstva visoko rangiranih političkih protivnika.
Početkom 1970-ih skupina napada industrijske zgrade i poduzeća, zbog toga što su ovo bili simboli kapitalizma i trebali su biti spaljeni ili raznešeni. 
Da bi mogli financirati svoju borbu, obavljaju niz oružanih pljački. U prosincu 1973., otimaju visoko pozicioniranog šefa koncerna FIAT tražeći da poduzeće ponovno zaposlili 600 otpuštenih radnika.

## Eskalacija nasilja
U travnju 1974. Crvene brigade otimaju desno orijentiranog suca Maria Soosia u Genovi i drže ga zatočenim 35 dana. Krajem svibnja vlada pristaje na razmjenu zarobljenika. Sossi je oslobođen, ali vlada nije održala svoje obećanje. To je utjecalo na eskalaciju nasilja i sredinom lipnja 1974., Crvene brigade upadaju u prostorije neofašističke stranke MSI (Movimento Sociale Italiano) u Padovi, i ubijaju dvojicu stranačkih vođa.
U jesen 1974., uhićeni su Curcio, Franceschini i još nekoliko vođa, i vjerovalo se da će to sasjeći strukturu organizacije. Curciova supruga, Mara Cagol, pokazuje se međutim vrlo uspješnim vođom i uspijeva u jednoj spektakularnoj akciji osloboditi Curcia iz zatvora u veljači 1975. Cagol je poginula 4. lipnja tijekom razmjene vatre s talijanskim karabinjerima. 
Curcio je ponovno uhićen zajedno s nekoliko vođa u siječnju 1976., i dok je trajalo suđenje istovremeno je nekoliko pristalica Crvenih brigada nastavilo s ubojstvima sudaca, između ostalih Francesca Coca i Fulvia Crocea. Također je nekoliko novinara ubijeno i ranjeno jer se smatralo da šire laži o Crvenim brigadama. U studenom 1977. ubijen je Carlo Casalegno, zamjenik direktora novina La Stampa.

## Otmica Alda Mora
Najpoznatija i najzvučnija akcija koju su Crvene brigade izvele bila je otmica demokršćanina Alda Mora, jednog od vodećih talijanskih političara i bivšeg predsjednika vlade. Talijanska komunistička partija je započela suradnju s Morovim demokršćanima, što su Crvene brigade smatrale činom izdaje. Dana 16. ožujka 1978., Moro je bio na putu za parlament u centru Rima, kada je skupina "brigadista" pod vodstvom bivšeg tvorničkog radnika Maria Morettia, zapriječila put Morovom automobilu i izvukla ga iz vozila. Morovih pet tjelohranitelja je ubijeno. 
Morovi otmičari zahtijevali su da se nekoliko uhićenih članova Crvenih brigada puste u zamjenu za Mora. Talijanska vlada pod Giuliom Andreottiem odbija pregovarati, kako su ih oni smatrali, s "prostim teroristima". Moro je nekoliko puta napisao pisma u kojima zamoljava svoje političke kolege da pristanu na zahtjeve Crvenih brigada. Napisao je i jedno pismo papi Pavlu VI., koji mu je bio blizak prijatelj.
Dana 9. svibnja, poslije 55 dana zatočeništva i napetog iščekivanja i rata živaca, Crvene brigade su odlučile umoriti Mora. Njegovo tijelo ostavljeno je u prtljažniku Renaulta parkiranog na Via Michelangelo Caetani u središnjem Rimu, samo 100 metara od prostorija demokršćanske stranke.

## Vlada uzvraća udarac
Talijanska vlada je izgubila strpljenje s nedjelima Crvenih brigada. U kolovozu 1978. general karabinjera, Carlo Dalla Chiesa, dobiva odriješene ruke da organizira i vodi nacionalnu antiterorističku borbu. Dalla Chiesa i njegova skupina napadaju terorističke ćelije i uhićuju visoko rangirane "brigadiste". Crvene brigade kontriraju s ubojstvima političara i sudaca tijekom jeseni 1978. Teror kulminira s ubojstvom komunističkog aktiviste Guida Rossa u Genovi 24. siječnja 1979. Crvene brigade su smatrale da je Rossa izdao ideje radničke klase kroz suradnju s komunističkim vođom Enricom Berlinguerom, koji se aktivno borio protiv utjecaja Crvenih brigada u poduzećima. Crvena brigade su bile također razočarane što je komunistička partija tijekom proljeća 1978. započela suradnju s Morovom demokršćanskom strankom. Ubojstvo Alda Mora izazvalo je opće zgražanje i veliki broj štrajkova i demonstracija je održan u Genovi.

## Pentiti- doušnici
Tijekom 1979. nastavlja se s terorom Crvenih brigada i talijanska vlada obećava "brigadirima" koji surađuju s policijom da će dobiti blaže kazne. Ovi doušnici su nazvani pentiti, "pokajnici". U veljači 1980., policija je u Torinu uhitila Patrizia Pecia, jednog od vođa Crvenih brigada, koji postaje značajan doušnik. U ožujku su ubijena trojica visoko rangiranih sudaca, i Peci daje policiji informacije o skrovištima i velikim zalihama oružja. Te informacije su rezultirale uhićenjima desetina vodećih "brigadira". Crvene brigade se svete ubijajući Enrica Galvaligia, jednog od glavnih suradnika generala Dalla Chiese u borbi protiv terorizma. Kada je u travnju 1981. uhićen Mario Moretti., koji je organizirao otmicu Alda Mora, Crvene brigade nastavljaju s terorističkim djelatnostima. Tijekom proljeća 1981., otete su četiri osobe. Jedna od njih je bio Roberto Peci, brat doušnika Patrizia Pecia. Članovi brigada su ga mučili i to sve snimali, prije nego što su ga ustrijelili.

## Opadanje aktivnosti
Crvene brigade su otele 17. prosinca 1981., visoko rangiranog američkog NATO časnika u Veroni, generala Jamesa L. Doziera. Brigade su smatrale da je Nato oruđe za održavanje međunarodnog kapitalizma. Dok je otmica bila u tijeku, policija je uspjela uhititi Giovannia Senzania, kojeg su mnogi doušnici smatrali glavnim vođom Crvenih brigada. Manje od tri tjedna, poslije uhićenja Giovannia Senzania, je talijanskim antiterorističkim snagama trebalo da oslobode generala Doziera i uhite njegove otmičare. Tada veliki broj doušnika počinje surađivati s vlastima, što rezultira uhićenjima vodećih terorista. Preostali "brigadiri" nastavljaju ubijati i ranjavati političare, vojne časnike i suce, no u proljeće 1982. organizacija biva sve više sužena. Tijekom 1980-ih atentati koje su Crvene brigade izvodile bili su sve više sporadični. 
Ipak organizacija proširuje svoja gledišta i aktivno učestvuje u aktualnim svjetskim političkim sukobima, npr. bili su na strani PLO-a braneći palestinsku borbu. Američki diplomat, Leamon Hunt, koji je dobio zadatak pratiti Sporazum iz Camp Davida, između Izraela i Egipta, ubijen je 15. veljače 1984. 10 godina poslije ubojstva Alda Mora, 16. travnja 1988., ubijen je demokršćanski političar Roberto Ruffilli, koji je samo nekoliko dana prije omogućio formiranje kršćansko-demokratske vlade. 
Tijekom 1990-ih slabi pokret Crvenih brigada i zbog toga što je radnička klasa prestala slušati pozive na revoluciju. Ipak 20. svibnja 1999., još jednom Crvene brigade djeluju, ubijajući Massima D'Antona, savjetnika tadašnjeg premijera Massimoa D'Alema. Tri godine kasnije, 20. ožujka 2002., ubijen je Marco Biagi, profesor koji je bio ekonomski savjetnik premijera Silvia Berlusconia.
Crvene brigade postoje kao organizacija i danas, ali većinom neaktivna, uglavnom i zbog nedostataka sredstava.

## Vanjske poveznice
- Brigate Rosse - Fatti, Documenti e Personaggi  Arhivirana inačica izvorne stranice od 9. svibnja 2008. (Wayback Machine) - arhiv i dokumentacija